# Černava
Černava (en allemand : Schwarzenbach) est une commune du district et de la région de Karlovy Vary, en Tchéquie. Sa population s'élevait à 302 habitants en 2022.

## Géographie
Černava se trouve à 4 km au sud-sud-ouest de Nejdek, à 14 km au nord-ouest de Karlovy Vary et à 126 km à l'ouest de Prague.
La commune est limitée par Jindřichovice au nord-ouest, par Nejdek au nord-est, par Božičany à l'est, par Chodov au sud et par Tatrovice à l'ouest.

## Histoire
La première mention écrite de la localité date de 1489.

## Administration
La commune se compose de deux sections :
- Černava
- Rájec

## Galerie

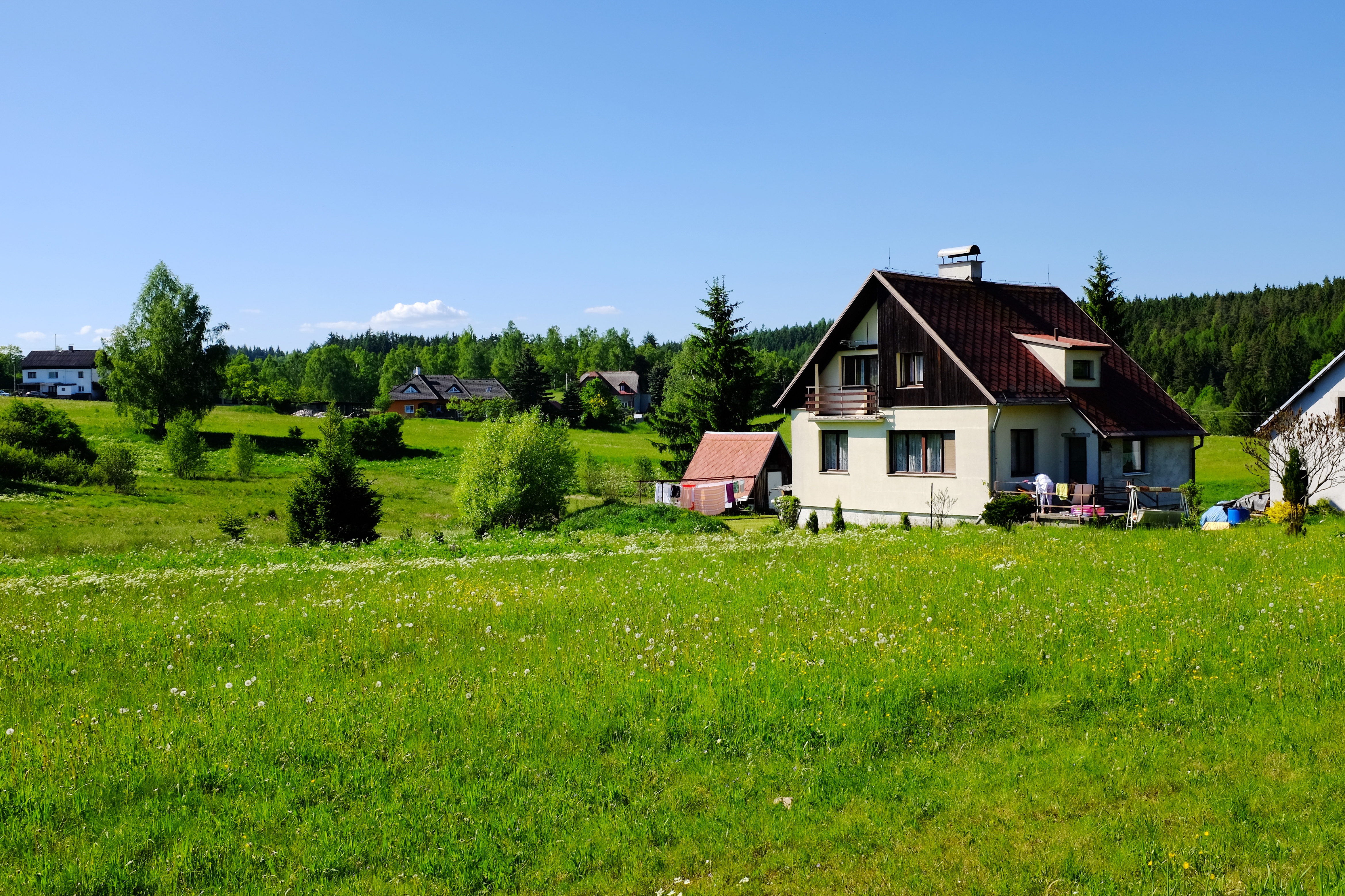
Paysage rural.
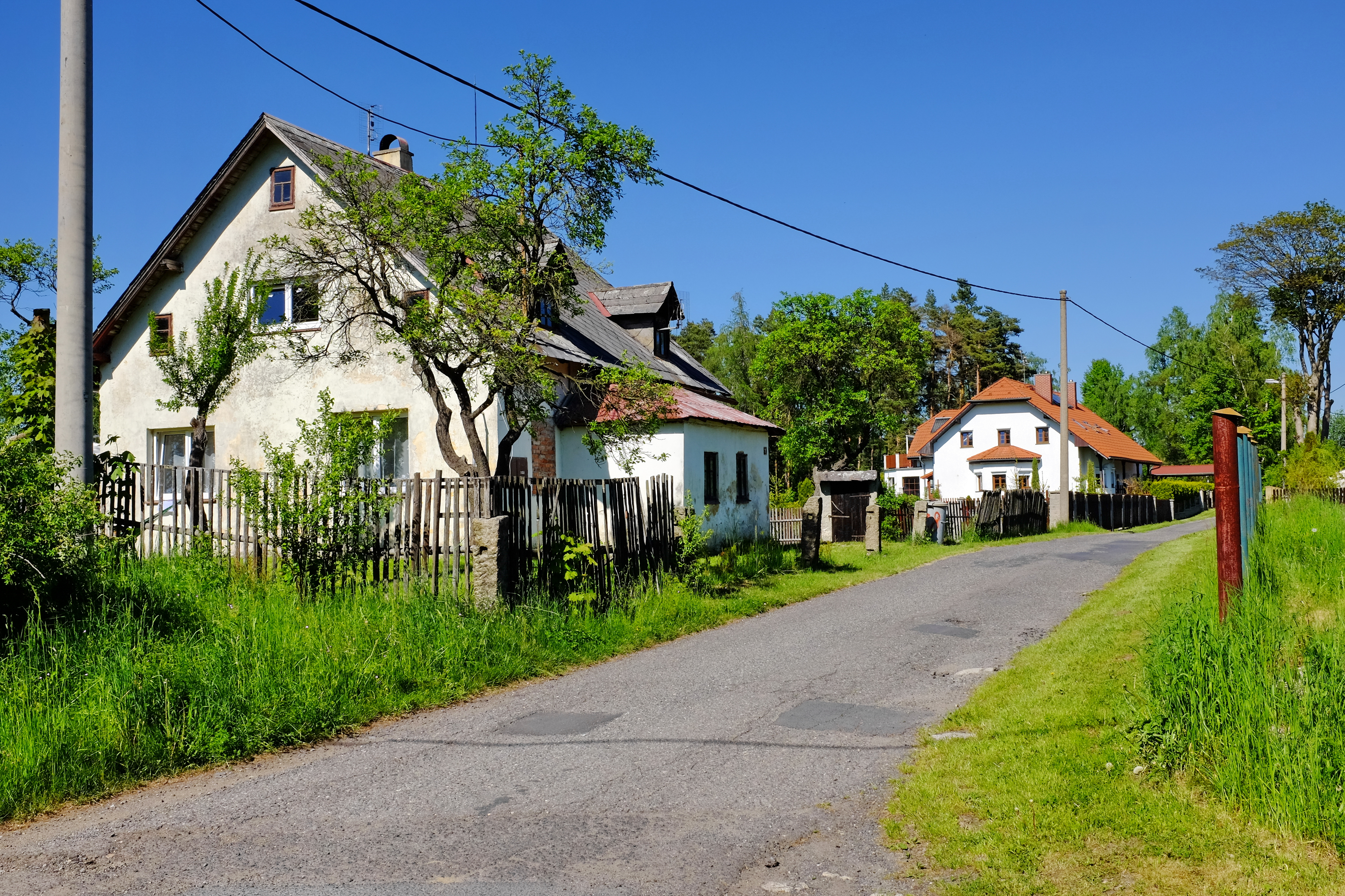
Rájec.

## Transports
Par la route, Černava se trouve à 5 km de Nejdek, à 20 km de Karlovy Vary et à 146 km de Prague. 